# Grokster
Grokster Ltd. var ett privatägt mjukvaruföretag baserat i Nevis, Västindien som skapade P2P-fildelningsklienten Grokster under 2001. Produkten liknade Kazaa både i utseende och känsla, och innehöll fler spionprogram och annonsprogram. Kazaa marknadsförs av Sharman Networks.